# مریت‌آمون
مریت‌آمون (انگلیسی: Meritamen؛ حوالی سدهٔ ۱۳ ق. م) ملکه همسر مصر باستان و بعدها همسر بزرگ سلطنتی پدرش فرعون رامسس دوم از همسر او نفرتاری بود.

## خانواده
مریت‌آمون دختر رامسس دوم از نخستین همسر بزرگ سلطنتی او نفرتاری بود. او به عنوان چهارمین دختر در فهرست دختران ابوسمبل است و حداقل چهار برادر داشت: آمون‌حرخپشف، پارهرونیمیف، مری‌رع و مری‌آتوم، و همچنین یک خواهر به نام حنوت‌تاوی. مریت‌آمون ممکن است برادران و خواهران بیشتری داشته باشد، اما این پنج نفر از نمای معبد ملکه نفرتاری در ابوسیمبل شناخته شده‌اند.
برادر بزرگ او، آمون‌حرخپشف حداقل تا سال ۲۵ سلطنت پدرشان ولیعهد بود. شاهزاده پارهرونیمیف در ارتش خدمت کرده است و در صحنه‌های نبرد از کادش به تصویر کشیده شده است. کوچک‌ترین خواهر و برادر شناخته شده، شاهزاده مری‌آتوم، بعداً کشیش اعظم رع در هلیوپلیس شد.
در حوالی زمانی که مادرش درگذشت (حدود ۲۴ یا ۲۵ سال سلطنت)، مریت‌آمون به همراه خواهر ناتنی‌اش بنت‌عنتا، همسر بزرگ سلطنتی شد.

## نگارخانه

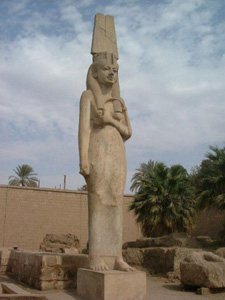
مجسمهٔ مریت‌آمون در اخمیم
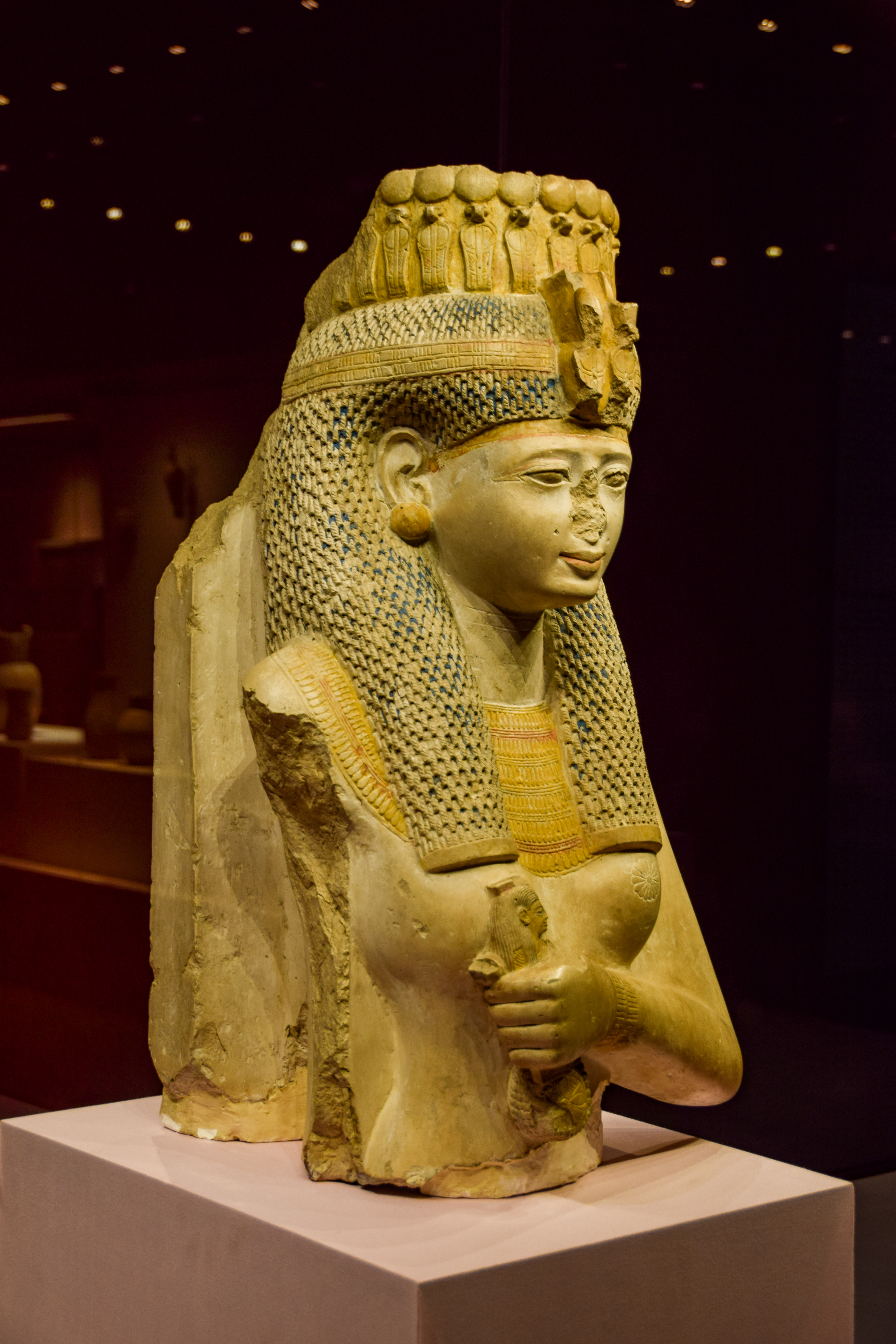
مجسمه «ملکه سپید» از دورهٔ رامسسی، اقصر، مصر، دودمان نوزدهم مصر
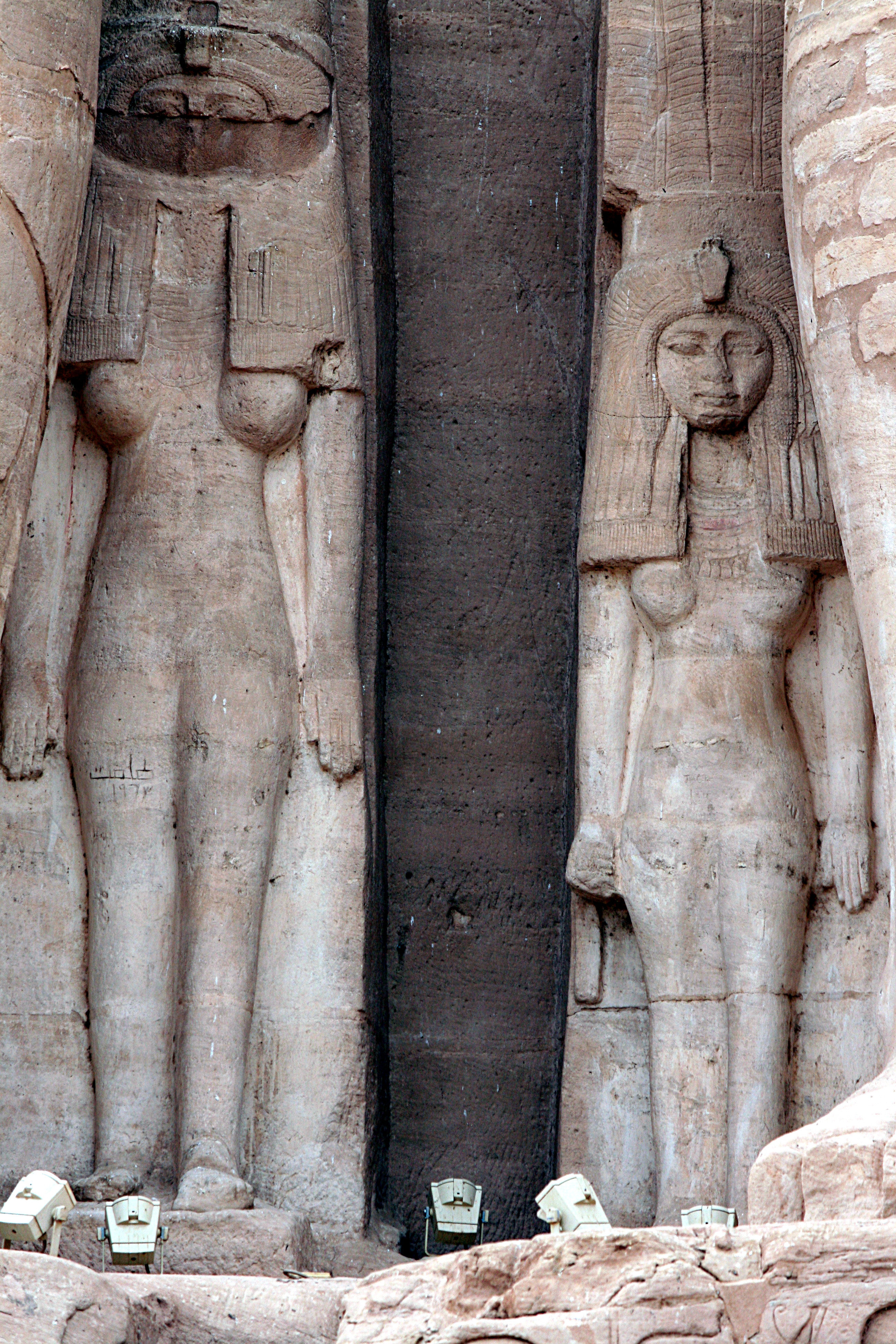
مجسمه های ملکه مریت‌آمون (سمت راست) و خواهرش باکت‌موت (چپ)
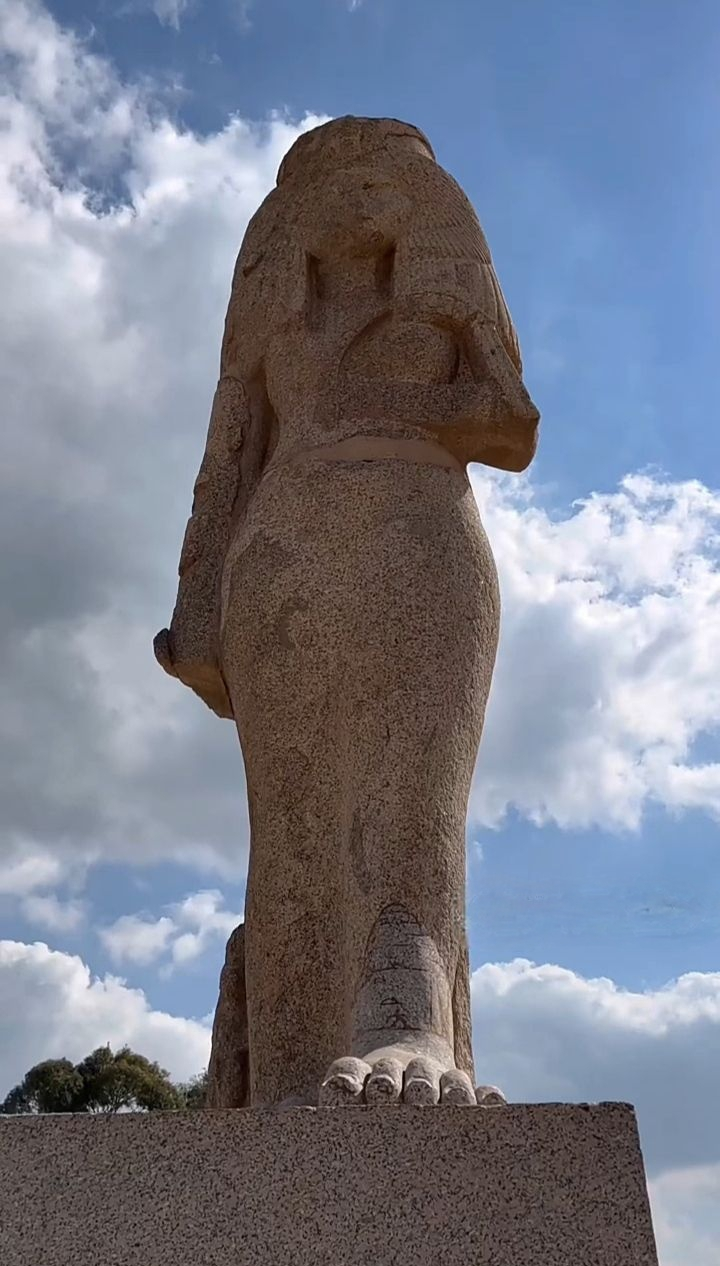
تندیس مریت‌آمون در زقازیق
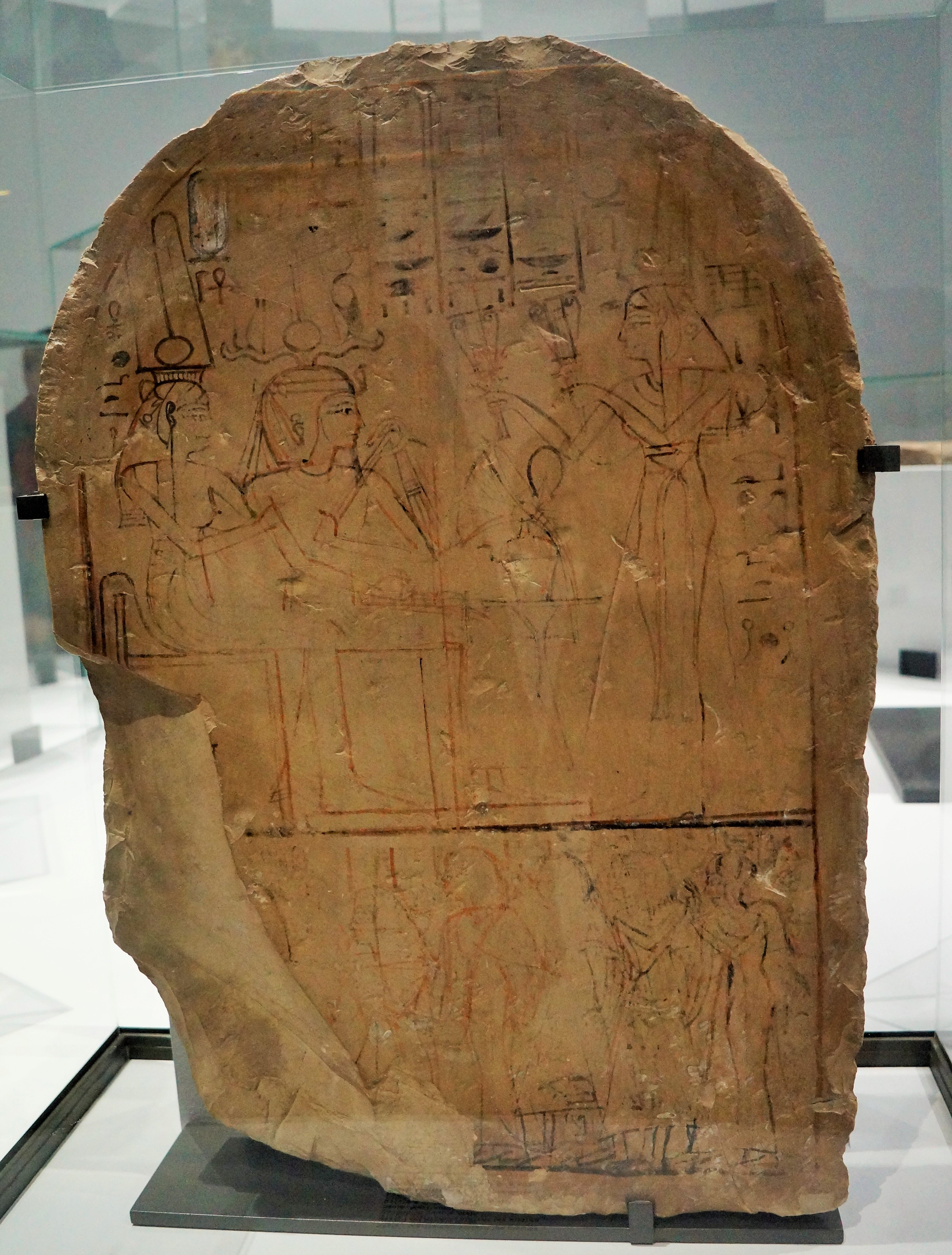
سنگ یادبود مریت‌آمون که در آن مقابل آمنهوتپ یکم و مادرش احمُس نفرتاری ایستاده شد.
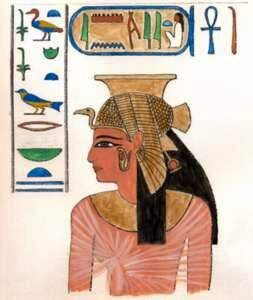
ملکه مریت‌آمون آنگونه که در مقبرهٔ کیووی۶۸ به تصویر کشیده شده است. نقاشی و طراحی اثر لپیوس.